# KRuler
KRuler（KDE 屏幕标尺）是一个用于测量屏幕上物件大小的实用工具。它被默认搭载在 KDE 软件集中。

## 基本介绍
用 KDE 屏幕标尺上的鼠标左键单击将光标移到带有四个箭头的十字上，即可将 KDE 屏幕标尺拖到屏幕周围。
当把鼠标移到 KDE 屏幕标尺上时，光标会变成一个拉长的箭头，其一端有一个圆圈。移动光标时，KDE 屏幕标尺将显示距离标记“0”的距离有多远。KDE 屏幕标尺还将显示当前圆圈下面的颜色的 HTML 颜色代码。这对于从图像中提取颜色非常有用。如果移动鼠标足够远，箭头指针不再接触 KDE 屏幕标尺，光标将恢复正常，允许用户继续与其他应用程序一起工作。
有三种不同的方式改变方向：
- 单击鼠标中键将标尺从垂直方向切换到水平方向。

- 单击旋转按钮转90度向左或向右。如果在标尺上没有显示旋转按钮，可以在“设置”对话框中显示旋转按钮。

- 使用程序内提供的上下文菜单。